# 決戰黑蛇團
決戰黑蛇團是漫畫諸葛四郎系列裡的一部作品。

## 劇情簡介
某日諸葛四郎在街上拯救一名來自衛國南方的少年，該少年表示在衛國南方有個賊團「黑蛇團」，趁諸葛四郎對付魔鬼黨之時趁勢壯大，使當地呈現不安局勢。
衛王對此一事擔憂便命令四郎前往南方平定賊團，而四郎隨後前往南方的文陽縣抵抗黑蛇團攻城侵略。
之後山海府和山陰府分別派兵替文陽縣解危，但四郎發現文陽縣和來自山海府內有不少人是來自於黑蛇團的內奸‧‧‧。

## 故事角色

### 我方人物
沈少玉
暗中屢次協助四郎脫困的神祕少女，擅長在口中內含細針噴出攻擊。父親是建立山海府秘密通道的工程人員之一。
故事最後成為山陰知府的養女，並為往後系列作品的主要角色之一。

### 南方官員人物
山海知府
南方山海一帶的知府。
山陰知府
南方山陰一帶的知府。故事最後成為沈少玉養父。
文陽縣官
夾在山海與山陰中間位置縣市的縣官，與四郎一同抵抗黑蛇團的侵略。
文陽縣的部將
王申、李乙、于成。三人當中有人是黑蛇團的內奸。
山海府的部將
樂林、胡進、林溪、李禁、文仲。五人當中有人是黑蛇團的內奸。

### 敵方人物
黑蛇團首領
覆面的黑蛇團首腦人物，旗下擁有十名將領，且多為來自山海府、文陽縣等地的內奸。
熟悉山海府內藏的暗道，手下集團擁有能控制蛇群的特殊鳴笛，即山海知府。
魔鬼黨新隊長
前作「大戰魔鬼黨」的敵方角色。對於先前戰役被真平斬斷右手一事感到怨恨，便想請黑蛇團捕抓四郎真平倆人復仇。